# Stizus eximius
Stizus eximius (лат.) — вид песочных ос из подсемейства Bembicinae (триба Stizini). Казахстан, Туркменистан, Таджикистан. Иран. Длина 22—28 мм. Основная окраска рыжая или жёлтая, передняя часть брюшка и мезосома рыжая (с жёлтыми отметинами на переднеспинке и на щитике среднеспинки). Крылья прозрачные. Усики самок 12-члениковые (у самцов состоят из 13 сегментов). Внутренние края глаз субпараллельные (без выемки). Брюшко сидячее (первый стернит брюшка полностью находится под тергитом). В переднем крыле три кубитальные ячейки. Гнездятся в земле. Вид был впервые описан в 1894 году российским энтомологом Фердинандом Фердинандовичем Моравицем (F. Morawitz, 1827—1896).